# Geyer (Saxe)
Pour les articles homonymes, voir Geyer.
Geyer est une ville de Saxe (Allemagne), située dans l'arrondissement des Monts-Métallifères, dans le district de Chemnitz.